# 普翁卡河
52°39′30″N 20°30′16″E / 52.6584°N 20.5044°E
普翁卡河是波蘭的河流，位於該國中部，處於馬佐夫舍省，屬於弗克拉河的右支流，河道全長43公里，流域面積431平方公里，河畔城鎮有普翁斯克。